# Lažna joha
Lažna joha (lat. Clethra alnifolia), sjevernoamerički grm iz porodice kletrovki  (Clethraceae) rasprostranjen po državama uz Atlantsku obalu Sjeverne Amerike. Naraste od 1,5 do 3 metra visine. Ime vrste alnifolia znači “s lišćem nalik na johu (Alnus)”
Uzgaja se i po vrtovima.

## Vanjske poveznice
|  | Zajednički poslužitelj ima još gradiva o temi Clethra alnifolia |
|  | Wikivrste imaju podatke o taksonu Clethra alnifolia             |